# Arsénio Cordeiro

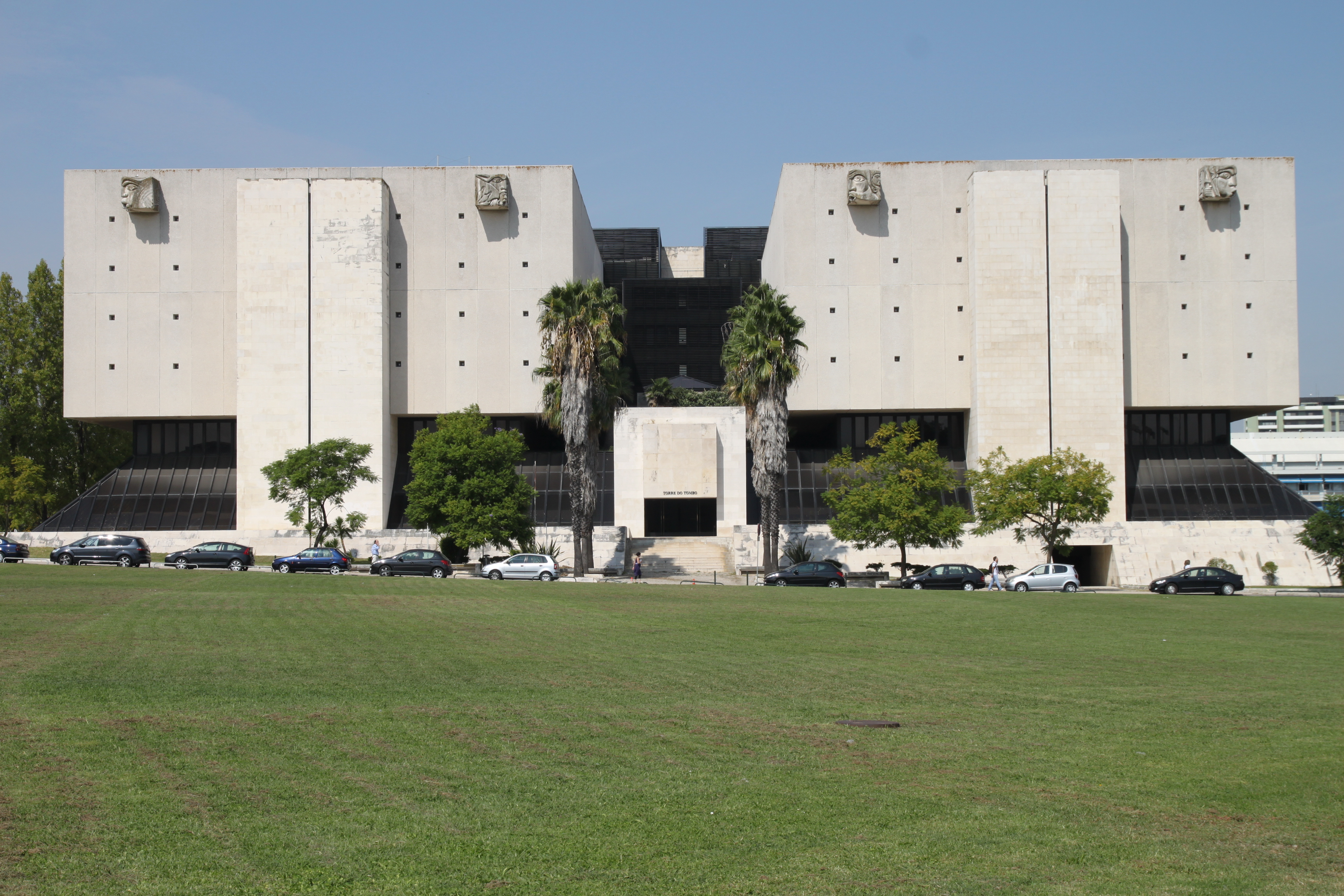
Torre do Tombo

Arsénio Luís Raposo Cordeiro (6 de Agosto de 1940 - 9 de Dezembro de 2013) foi um arquitecto português.

## Biografia
Filho de Professor Dr. Arsénio Luís Rebelo Alves Cordeiro (Cardiologista) e de sua mulher Maria de Jesus Raposo de Andrade de Sousa d'Alte de Espargosa.
Trabalhou no atelier e / ou colaborou com Francisco da Conceição Silva.
Trabalhou com Timóteo Trovão Lucas, ao qual terá dedicado a obra da sede da Caixa Geral de Depósitos em Lisboa, obra conhecida no meio como "Prédio Trovão Lucas".
Foi criador de cavalos Puro Sangue Lusitano e sócio fundador da Associação Portuguesa Criadores Cavalo Puro Sangue Lusitano - APSL.

## Obras
O edifício do Arquivo Nacional da Torre do Tombo, por si projetado, instalado na freguesia do Campo Grande, em Lisboa, Portugal, foi classificado, desde 2012, como monumento de interesse público.

### Concursos que venceu ou chegou às finais

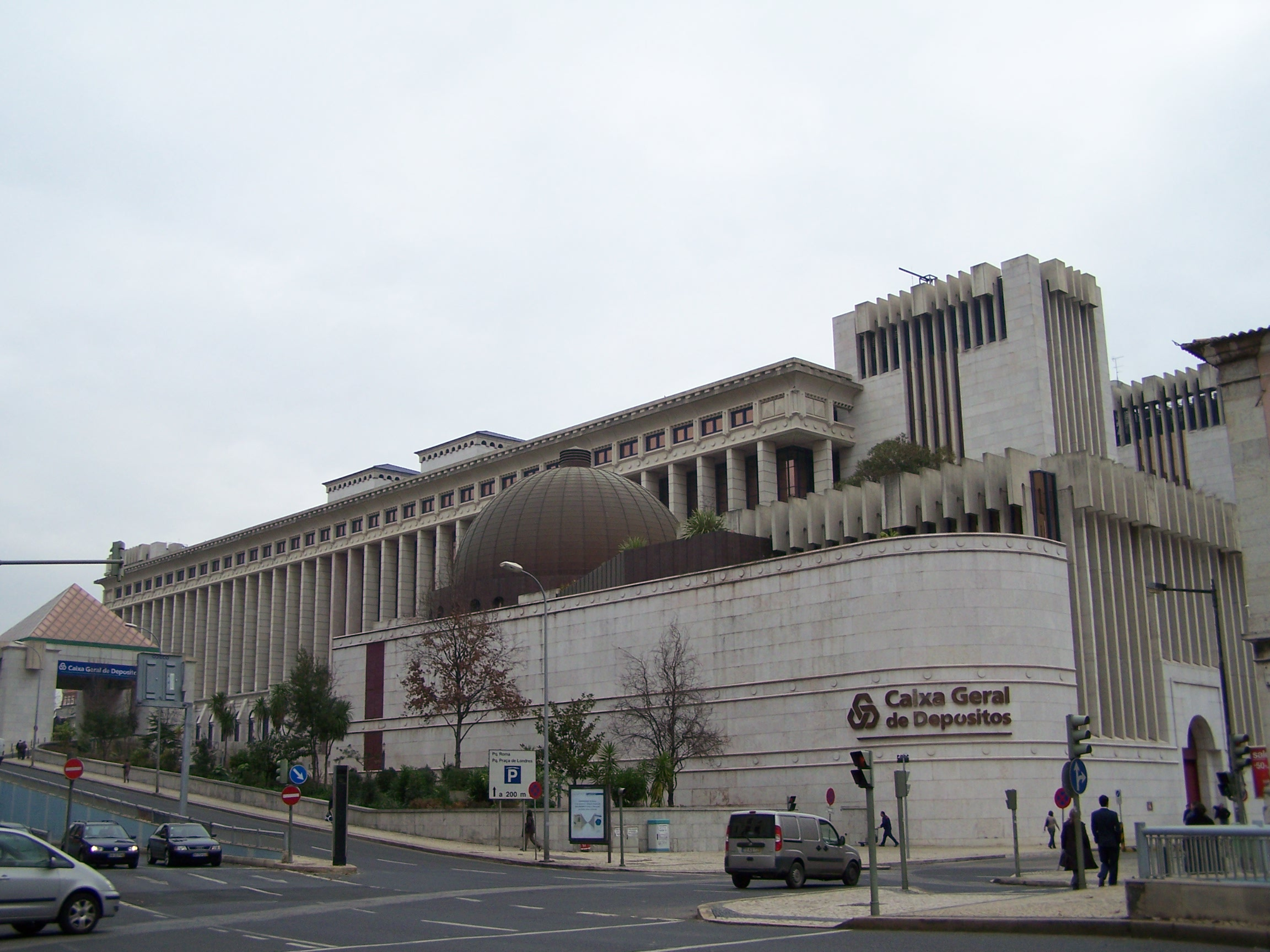
Sede da Caixa Geral de Depósitos em Lisboa

Participou em diversos concursos públicos e privados, nomeadamente: 
- Torre do Tombo,
- Sede da CGD,
- CCB,
- Sede do Banco de Portugal (projeto para a Praça de Espanha)
- Museu dos Coches - solução prévia; houve concurso publico, e até protocolo assinado por IPPAR, IPM e Governo de Cavaco Silva, nos Paços do Concelho de Lisboa. Contudo, mudou o Governo e fizeram tábua rasa do concurso, convidando o Arq. Paulo Mendes da Rocha para o projecto,
- Assembleia da República, Gabinetes para os Deputados
- INE, ampliação das instalações do

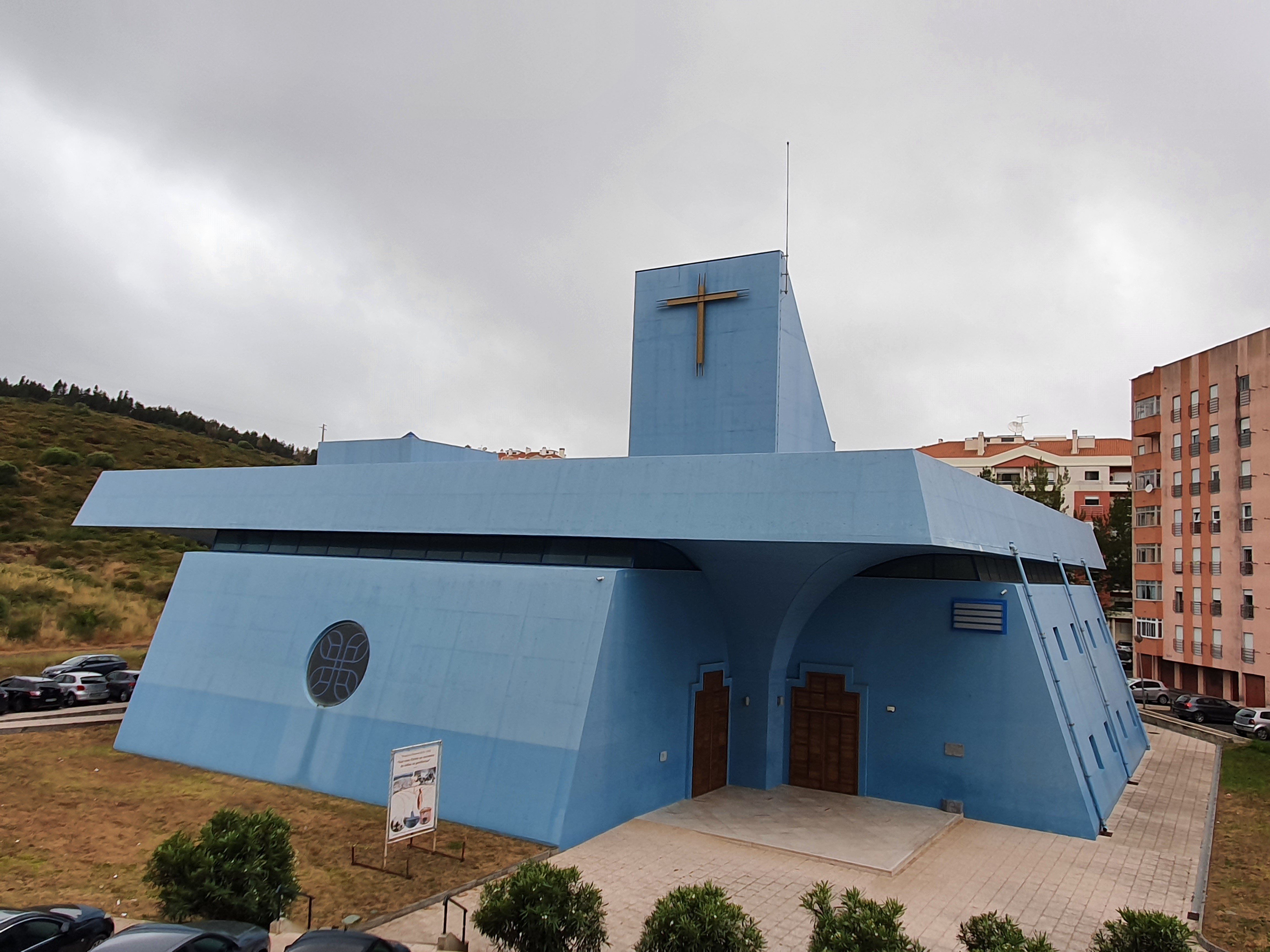
Igreja de Nossa Senhora da Natividade em Algueirão-Mem Martins

- Museu de Foz Côa,
- Sede da Vodafone (Expo),...

### Projetos
- Em Lisboa, na Av. José Malhoa para a União de Bancos e Hotel Marriott do Grupo Accord, nas Amoreiras os Edifícios Plaza e Square, para o Parque Mayer e Olissipo Rossio, que infelizmente não saíram do papel
- No Algarve o Hotel Vila Sol
- Moradias no Ribatejo
- Alentejo, moradias e trabalhando pro-bono na requalificação da Coudelaria de Alter
- Mem Martins - Igreja da Natividade, seu ultimo projeto, também pro-bono,…